# Nine Black Alps
Nine Black Alps – brytyjski zespół muzyczny z Manchesteru, założony w 2004.

## Historia
Zespół rozpoczął swoją karierę w 2004 roku, wydając singel Cosmopolitan. Wkrótce potem, już w czerwcu następnego roku, ukazał się ich pierwszy album – Everything Is. Poza nim, grupa wydała EPkę zatytułowaną Glitter Gulch. Muzycy udzieli również swojej piosenki "Cosmopolitan" jako ścieżki dźwiękowej w grze FIFA 06 oraz "Shot Down" w grze Burnout Revenge.
W 2005 Grupa zrobiła szybką karierę, dzięki swojej nieszablonowej muzyce i tekstom. Krytycy muzyczni podkreślali motyw buntu w twórczości Nine Black Alps i kreowali ich na następców Nirvany. Jednak sami muzycy uważali, że jeszcze za wcześnie aby tak o nich mówić.

## Skład
- Sam Forrest – śpiew, gitara
- David Jones – gitara, gitara basowa
- Martin Cohen – gitara basowa, gitara
- James Galley – perkusja

## Dyskografia

### Albumy studyjne
- Everything Is (2005)
- Love/Hate (2007)

### EP
- Glitter Gulch (2006)

### Single
- Cosmopolitan (2004)
- Shot Down #25 UK (2005)
- Not Everyone #31 UK (2005)
- Unsatisfied #30 UK (2005)
- Just Friends #52 UK (2005)
- Burn Faster #42 UK (2007)
- Bitter End (2007)